# 산울림 1집
《산울림 1집》은 대한민국의 록 밴드 산울림의 첫 번째 정규 음반이다. 한국대중음악 사상 가장 '문제적 데뷔작'으로 일컬어지고 있다.

## 배경
1977년 제1회 MBC 대학가요제에서 샌드 페블즈 6기가 〈나 어떡해〉로 대상을 수상했다. 5기 출신인 김창훈이 대상곡의 작곡자로 알려지면서 음반 제작 제안이 들어왔다. 그는 직업 음악인이 될 생각은 없었지만 기념 앨범 한 장을 갖고 싶다는 마음에 이에 응했다. 하지만 대학을 졸업한 리더 김창완의 은행 입사 시험 날짜와 레코딩 날짜가 겹쳤다. 김창완은 "레코딩은 평생에 한번 있을 일 같아서 은행 시험을 포기했어요."라고 밝혔다.
처음 녹음 때 김창훈의 베이스는 국산 싸구려 기타였고 김창완은 필리핀 밴드가 버린 중고 기타라 평론가 이백천에게 악기를 빌려 재녹음을 했다. 눈감고도 연주할 만큼 연습이 되어 있어 녹음은 단 하루 만에 끝났다.

## 커버
"처음부터 재킷을 직접 디자인할 생각은 없었어요. 1집인 《아니 벌써》를 낼 때는 서너살짜리 동네 어린이들에게 그림을 그리게 할 예정이었는데 빨간 크레파스로 용수철같은 선만 긋는 통에 포기하고 말았죠" 
당시로서는 생소했던 앨범 재킷은 김창완이 왼손으로 어린이 흉내를 낸 그림을 담았다. 김창완은 이후에 산울림에서 발매한 음반 중 13개를 직접 디자인했다.

## 반응
음반이 발표되자 대중은 '괴상한 음악이 나왔다'는 반응 속에, 단 20일 만에 신드롬에 가까운 산울림 돌풍으로 이어졌다. 총 판매부수 40만장을 기록하면서 한국 록의 신세대 개막을 알리는 신호탄이 되었다.

### 비평
| 전문가 평가   | 전문가 평가 |
| 평가 점수     | 평가 점수   |
| 출처          | 점수        |
| ------------- | ----------- |
| 레코드 컬렉터 | [ 4 ]       |
| 모조          | [ 5 ]       |
| 신디그!       | [ 6 ]       |
| 언컷          | 8/10        |
| 이즘          | [ 8 ]       |

《이즘》의 정유나는 5점 만점에 4점을 주며, 1집의 원천에 대해 "제대로 정돈되지 않은 연주, 저항적 메시지 없이 읊조리는 가사는 뛰어난 연주에 집중한 록 밴드와 김민기 같은 포크 계열과도 연결고리를 갖지 않는다. 오히려 송골매로 대표되는 대학가 밴드와 맞닿아 있다. 이들은 팝과 록을 즐길 수 있던 첫 세대이며, 그 중 대학생은 경제적 어려움이 덜해 음악을 취미로 향유하는 시간이 많은 층이다. 〈아마 늦은 여름이었을거야〉처럼 여유 섞인 푸념에 불안감이 공존하고, 〈안타까운 마음〉에서 절망을 노래할 때는 분노하기보다 체념하고 순응한다. 아름답지만 불안정한 양면의 감성은 모두 캠퍼스라는 공간이 주는 여유로움, 그 낭만적인 환경이 전제되기에 할 수 있는 섬세한 고민들이다."라고 설명했다. 음악 평론가 박은석은 음반에 대해, "록음악이 동요의 단순한 직선성에 가장 근접했던 순간"이라고 묘사했다.

## 수록곡
| #            | 제목                         | 작사         | 작곡         | 재생 시간 |
| ------------ | ---------------------------- | ------------ | ------------ | --------- |
| 1.           | 〈아니 벌써〉                | 김창완       | 김창완       | 5:36      |
| 2.           | 〈아마 늦은 여름이었을거야〉 | 김창완       | 김창완       | 6:17      |
| 3.           | 〈골목길〉                   | 김창훈       | 김창완       | 4:10      |
| 4.           | 〈안타까운 마음〉            | 김창완       | 김창완       | 4:08      |
| 5.           | 〈그 얼굴 그 모습〉          | 김창훈       | 김창훈       | 3:20      |
| 총 재생 시간 | 총 재생 시간                 | 총 재생 시간 | 총 재생 시간 | 23:31     |

| #            | 제목              | 작사·작곡    | 재생 시간 |
| ------------ | ----------------- | ------------ | --------- |
| 1.           | 〈불꽃놀이〉      | 김창완       | 3:59      |
| 2.           | 〈문 좀 열어줘〉  | 김창완       | 5:57      |
| 3.           | 〈소녀〉          | 김창완       | 4:11      |
| 4.           | 〈청자〉 (아리랑) | 김창완       | 7:40      |
| 총 재생 시간 | 총 재생 시간      | 총 재생 시간 | 21:47     |